# Xubuntu
Xubuntu es una distribución Linux basada en Ubuntu. Está mantenida por la comunidad y es un derivado de Ubuntu oficialmente reconocido por Canonical, usando el entorno de escritorio Xfce.
Xubuntu está diseñado para usuarios con Computadoras que poseen recursos limitados de sistema, o para usuarios que buscan un entorno de escritorio altamente eficiente.
La versión estable más reciente es la 21.10 (Impish Indri) que fue lanzada en octubre de 2021 con actualización estándar por 9 meses.
Xubuntu 25.04 (Plucky Puffin) fue lanzado en abril de 2025 con actualización por nueve meses hasta enero de 2026. Esta versión incluye Xfce 4.20 y compatibilidad mejorada con apps GNOME 48.

## Características
Xubuntu utiliza el entorno de escritorio Xfce, a diferencia de Ubuntu, que utiliza GNOME 3 como entorno de escritorio. Este cambio permite un mejor rendimiento del sistema operativo en computadores con recursos limitados, al ser más ligero y rápido. De la misma manera, Xubuntu también se caracteriza por utilizar aplicaciones GTK+ diseñadas para utilizar menos recursos (por ejemplo, AbiWord en lugar de LibreOffice); sin embargo, el usuario puede instalar las aplicaciones normales de Ubuntu.

## Lanzamientos
El primer lanzamiento oficial de Xubuntu fue el 1 de junio de 2006, junto con la versión 6.06 (Dapper Drake) de la familia de distribuciones de Ubuntu.
| Versión antigua | Versión vigente | Versión futura |

| Versión | Nombre en clave   | Fecha de lanzamiento  | Asistencia hasta      | Comentario                                                              |
| ------- | ----------------- | --------------------- | --------------------- | ----------------------------------------------------------------------- |
| 5.10    | Breezy Badger     | 13 de octubre de 2005 | 13 de abril de 2007   | Paquete xubuntu-desktop disponible                                      |
| 6.06    | Dapper Drake      | 1 de junio de 2006    | Junio de 2009         | Primera versión oficial de Xubuntu - Asistencia técnica extendida (LTS) |
| 6.10    | Edgy Eft          | 26 de octubre de 2006 | 25 de abril de 2008   |                                                                         |
| 7.04    | Feisty Fawn       | 19 de abril de 2007   | 19 de octubre de 2008 |                                                                         |
| 7.10    | Gutsy Gibbon      | 18 de octubre de 2007 | 18 de abril de 2009   |                                                                         |
| 8.04    | Hardy Heron       | 24 de abril de 2008   | Abril de 2011         | Asistencia técnica extendida (LTS)                                      |
| 8.10    | Intrepid Ibex     | 30 de octubre de 2008 | Abril de 2010         |                                                                         |
| 9.04    | Jaunty Jackalope  | 23 de abril de 2009   | Octubre de 2010       | Imágenes PowerPC disponibles                                            |
| 9.10    | Karmic Koala      | 29 de octubre de 2009 | Abril de 2011         |                                                                         |
| 10.04   | Lucid Lynx        | 29 de abril de 2010   | Abril de 2013         | Asistencia técnica extendida (LTS)                                      |
| 10.10   | Maverick Meerkat  | 10 de octubre de 2010 | Abril de 2012         |                                                                         |
| 11.04   | Natty Narwhal     | 28 de abril de 2011   | Octubre de 2012       |                                                                         |
| 11.10   | Oneiric Ocelot    | 13 de octubre de 2011 | Abril de 2013         |                                                                         |
| 12.04   | Precise Pangolin  | 26 de abril de 2012   | Abril de 2015         | Asistencia técnica extendida (LTS)                                      |
| 12.10   | Quantal Quetzal   | 18 de octubre de 2012 | Abril de 2014         |                                                                         |
| 13.04   | Raring Ringtail   | 25 de abril de 2013   | Diciembre de 2013     |                                                                         |
| 13.10   | Saucy Salamander  | 17 de octubre de 2013 | Junio de 2014         |                                                                         |
| 14.04   | Trusty Tahr       | 17 de abril de 2014   | Junio de 2017         | Asistencia técnica extendida (LTS)                                      |
| 14.10   | Utopic Unicorn    | 23 de octubre de 2014 | Abril de 2015         |                                                                         |
| 15.04   | Vivid Vervet      | 23 de abril de 2015   | Diciembre de 2015     |                                                                         |
| 15.10   | Wily Werewolf     | 22 de octubre de 2015 | Junio de 2016         |                                                                         |
| 16.04   | Xenial Xerus      | 21 de abril de 2016   | Abril de 2019         | Asistencia técnica extendida (LTS)                                      |
| 16.10   | Yakkety Yak       | 13 de octubre de 2016 | Junio de 2017         |                                                                         |
| 17.04   | Zesty Zapus       | 13 de abril de 2017   | enero de 2018         |                                                                         |
| 17.10   | Artful Aardvark   | 19 de octubre de 2017 | julio de 2018         |                                                                         |
| 18.04   | Bionic Beaver     | 26 de abril de 2018   | abril de 2021         | Asistencia técnica extendida (LTS)                                      |
| 18.10   | Cosmic Cuttlefish | 18 de octubre de 2018 | julio de 2019         |                                                                         |
| 19.04   | Disco Dingo       | 18 de abril de 2019   | enero de 2020         |                                                                         |
| 19.10   | Eoan Ermine       | 17 de octubre de 2019 | 17 de julio de 2020   |                                                                         |
| 20.04   | Focal Fossa       | 23 de abril de 2020   | 29 de abril de 2023   | Asistencia técnica extendida (LTS)                                      |
| 20.10   | Groovy Gorilla    | 22 de octubre de 2020 | Julio de 2021         |                                                                         |
| 21.04   | Hirsute Hippo     | 22 de abril de 2021   | Enero de 2022         |                                                                         |
| 21.10   | Impish Indri      | 14 de octubre de 2021 | Junio de 2022         |                                                                         |
| 22.04   | Jammy Jellyfish   | 21 de abril de 2022   | 24 de abril de 2025   | Asistencia técnica extendida (LTS)                                      |
| 22.10   | Kinetic Kudu      | 20 de octubre de 2022 | 20 de julio de 2023   |                                                                         |
| 23.04   | Lunar Lobster     | 20 de abril de 2023   | Enero de 2024         |                                                                         |
| 23.10   | Mantic Minotaur   | 12 de octubre de 2023 | Julio de 2024         |                                                                         |
| 24.04   | Noble Numbat      | 25 de abril de 2024   | abril de 2027         | Asistencia técnica extendida (LTS)                                      |

## Aplicaciones
El live CD de Xubuntu, en su versión 11.10, incluye las siguientes aplicaciones para su uso:
- AbiWord - Procesador de texto.
- Blueman - Manejador Bluetooth.
- Catfish - Búsqueda de escritorio.

Presentación de diapositivas durante la instalación Xubuntu 16.04.1 LTS.

- Common Unix Printing System - Utilidad de impresión y creador de PDF.
- Evince - Visor de PDF.
- Firefox - Navegador web.
- Freetype - Manejador de tipos de letra.
- GIMP - Editor de imágenes.
- Gmusicbrowser - Gestor de audio.
- Gnumeric - Editor de hojas de cálculo.
- Leafpad - Editor de texto.
- Pidgin - cliente de mensajería instantánea de internet.
- Orage - Calendario.
- Parole Media player - Reproductor multimedia.
- Xsane - Utilidad de escaneo.
- Thunderbird - Cliente de correo electrónico.
- XChat - IRC por defecto del sistema.
- XfBurn - Grabador de Disco.

Xubuntu incluye Synaptic y el Centro de software de Ubuntu los cuales son entornos gráficos que permiten a los usuarios descargar e instalar aplicaciones adicionales de los repositorios de Ubuntu.

## Requisitos
Para arrancar el Live CD se necesita un mínimo de 256 MB de memoria RAM, aunque el CD de instalación alternativo requiere solamente 128 MB.
Requisitos mínimos:
- Procesador con compatibilidad PAE.
- 512 MB de memoria (RAM).
- Al menos 7.5 GB de disco duro.

Sin embargo, para garantizar un grado de operatividad fluido y rápido se recomienda tener instalado al menos 1 GB de memoria RAM y 20 GB de disco.